# Линтупи
Линтупи (блр. Лынтупы; рус. Лынтупы; литв. Lentupis) насељено је место са административним статусом варошице (городской посёлок) у северозападном делу Републике Белорусије, односно на крајњем западу Витепске области. Административно припада Паставском рејону.
Према проценама из 2010. у вароши је живело свега 1.600 становника.

## Географија
Варошица Линтупи смештена је у западном делу Паставског рејона, на свега неколико километара од границе са Литванијом. Варош лежи на обалама реке Линтупке (део басена реке Њемен) у географској регији познатој као Свенцјанско побрђе, на око 42 км западно од рејонског центра Паставија.

## Историја
Насеље се у писаним документима први пут помиње 1456. као место где је вилењски војвода Андриј Довгирдович подигао дрвену цркву посвећену светом Апостолу Андрији. Од средине XVI века постаје делом Ашмјанског повјата Велике Кнежевине Литваније. Године 1795. прелази у састав Руске Империје. Једно кратко време од 1921. до 1939. варошица је била у саставу Пољске, а потом коначно постаје делом Белоруске ССР. Административно је уређен као варошица од 1967. године.

## Демографија
Према процени, у вароши је 2010. живело 1.600 становника.
| 1897. | 1959. | 1979. | 1989. | 2009. | 2010. |
| ----- | ----- | ----- | ----- | ----- | ----- |
| 685   | ---   | ---   | 2.100 | 1.609 | 1.600 |